# Pedro Masó
Pedro Masó Paulet (Madrid, 26 gennaio 1927 – Madrid, 23 settembre 2008) è stato un regista spagnolo.

## Biografia
Madrileno, nel 1941 a 14 anni lavora come fattorino di uno dei primi studi cinematografici della città: gli "Estudios Chamartín", e a 20 anni nel 1943 diventa aiutante di produzione di José Luis Sáenz de Heredia nel film "El escándalo".
Approda quindi alla sceneggiatura nel 1953, alla produzione nel 1956, alla regia cinematografica nel 1971 e a quella televisiva nel 1983.
Al suo attivo la cinematografia ha oltre 140 sceneggiature, circa 80 film come produttore televisivo, 15 film come regista di cinema e altri 4 film come regista televisivo. La sua intensa mole di lavoro passa attraverso la "Pedro Masó Producciones Cinematográficas", da lui fondata nel 1962, e la filiale "Escorpio Films", nata nel 1986.
Pedro Masó cessa di girare film nel 1999, all'età di 72 anni. Nel 2006 ottiene il Premio Goya alla carriera come regista, sceneggiatore e produttore.
Masò muore a Madrid il 23 settembre 2008.
Il successo in Spagna ma anche in Sudamerica come produttore cinematografico abbraccia moltissimi titoli, fin dal 1962 quando produce la trilogia "La grande famiglia". Molte produzioni della casa cinematografica da lui fondata sono affidate a importanti registi quali José María Forqué, Javier Aguirre e Pedro Lazaga.
Mentre come regista di cinema aveva iniziato nel 1971 a 44 anni, con il film Las ibericas F.C., nel campo della regia televisiva ha iniziato nel 1983. Tuttavia proprio i 4 titoli televisivi da lui diretti nell'ultima fase della sua carriera (1983-1999) gli hanno conferito probabilmente il massimo della popolarità.

## Riconoscimenti
- Tra i premi vinti, spicca il Premio Goya alla carriera (Goya de Honor) nel 2006, il massimo riconoscimento cinematografico spagnolo.
- Medaglia d'oro di Egeda per la carriera, nel 2003
- Premio "TP de Oro" alla migliore serie tv drammatica per "Brigada Central" nel 1989 e nel 1990
- Premio "TP de Oro" alla migliore serie tv drammatica per "Anillos de oro" nel 1983.
- Premio "Infanzia e gioventù" al Festival di Cannes per La Gran Familia e La Familia y uno más.
- Premio del Festival di Acapulco per Vacaciones para Ivette.
- Premio del "Ciclo di scrittori cinematografici" per Vacaciones para Ivette.
- Premio quale Migliore regista spagnolo nel 1973.

## Filmografia

### Cinema
- Las ibéricas F.C. (1971)
- Esperienze prematrimoniali (Experiencia prematrimonial) (1972)
- Las colocadas (1972)
- L'amante adolescente (Una chica y un señor) (1974)
- Un hombre como los demás (1974)
- A Menor Violentada (1975)
- Pubertà (Las adolescentes) (1975)
- La menor (1976)
- La coquito (1977)
- La miel (1979)
- La familia, bien, gracias (1979)
- El divorcio que viene (1980)
- 127 millones libres de impuestos (1981)
- Puente aéreo (1991)
- Hermana, pero ¿qué has hecho? (1995)

### Televisione
- Anillos de oro (1983)
- Segunda enseñanza (1986)
- Brigada central (1989)
- Compuesta y sin novio (1993)
- La familia... 30 años después (1999)